# غلستان سفلي
غلستان سفلي هي قرية في مقاطعة مراغة، إيران. عدد سكان هذه القرية هو 730 في سنة 2006.